# Primeira Divisão 1961-62
La Primeira Divisão 1961/62 fue la 28.ª edición de la máxima categoría de fútbol en Portugal. Sporting de Portugal ganó su 11° título. El máximo goleador fue el brasileño Azumir del Porto con 23 goles.

## Tabla de posiciones
| Pos | Equipo                     | PJ | PG | PE | PP | GF | GC | Pts |                               |
| --- | -------------------------- | -- | -- | -- | -- | -- | -- | --- | ----------------------------- |
| 1   | Sporting CP                | 26 | 19 | 5  | 2  | 66 | 17 | 43  | Copa de Campeones de Europa   |
| 2   | F.C. Porto                 | 26 | 18 | 5  | 3  | 57 | 16 | 41  | Copa de Ferias                |
| 3   | S. L. Benfica              | 26 | 14 | 8  | 4  | 69 | 38 | 36  | Copa de Campeones de Europa   |
| 4   | GD CUF                     | 26 | 14 | 5  | 7  | 44 | 34 | 33  |                               |
| 5   | C.F. Os Belenenses         | 26 | 12 | 7  | 7  | 51 | 35 | 31  | Copa de Ferias                |
| 6   | Atlético Clube de Portugal | 26 | 11 | 4  | 11 | 41 | 42 | 26  |                               |
| 7   | Leixões S.C.               | 26 | 10 | 3  | 13 | 47 | 55 | 23  |                               |
| 8   | S.C. Olhanense             | 26 | 8  | 6  | 12 | 33 | 41 | 22  |                               |
| 9   | Vitória S.C.               | 26 | 9  | 4  | 13 | 44 | 47 | 22  |                               |
| 10  | Académica de Coimbra       | 26 | 9  | 4  | 13 | 44 | 54 | 22  |                               |
| 11  | S.C. Beira-Mar             | 26 | 8  | 5  | 13 | 43 | 61 | 21  | Descenso a la Segunda Divisão |
| 12  | Lusitano G.C.              | 26 | 9  | 2  | 15 | 31 | 42 | 20  |                               |
| 13  | S.C. Covilhã               | 26 | 6  | 5  | 15 | 30 | 48 | 17  | Descenso a la Segunda Divisão |
| 14  | S.C. Salgueiros            | 26 | 2  | 3  | 21 | 17 | 87 | 7   | Descenso a la Segunda Divisão |

|                                |
| Campeón Sporting CP 11° título |